# Orfeó Badaloní l'Ateneu
L'Orfeó Badaloní l'Ateneu és una entitat centenària fundada el 1921. Al llarg de la seva trajectòria cultural i artística ha sofert pel seu vessant catalanista dos períodes de clausura governativa: per part de la Dictadura de Primo de Rivera, entre 1924 i 1930; i per la Dictadura franquista entre 1939 i 1948. L'entitat ha desenvolupat una socialització de caràcter ateneista amb diferents activitats: coral, esbart, teatre, sardanes, excursionisme, esports.

## Primeres passes
L'Orfeó Badaloní és una societat coral fundada el 27 de febrer de 1921 a partir de la crida fundacional realitzada el desembre de l'any 1920 per part de cinc músics badalonins: Antoni Botey, Jaume Costa, Ramon Salsas, Salvador Valls i Joan Aymerich. S'incorporà al panorama musical esperonat per l'exemple de l'Orfeó Català (1891) i la Germanor d'Orfeons de Catalunya (1917). L'Orfeó Badaloní comptava anteriorment amb una proposta no reeixida per formar-se de l'any 1907.

## Primera etapa (1931-1930)
El primer president de l'entitat va ser Josep Martí Amat i la seu social va emplaçar-se al local del Centre Catalanista Gent Nova (situat des de novembre de 1903 al carrer d'en Lluch - posteriorment Canonge Baranera -, conegut com ‘d'en Cueta', números 51,53 i 55 i Sant Francesc, 58 i 60), que havia estat pioner en els àmbits cultural del modernisme i polític enfront del caciquisme en el tombant de segle i en la primera dècada del segle xx.
Els socis d'aquesta associació es van incorporar en una darrera assemblea el gener de 1922 a l'Orfeó Badaloní cedint el local, els seus béns i la seva Senyera. Poc després, va arribar el primer concert oficial de l'Orfeó Badaloní, dirigit pel mestre Antoni Botey al teatre Victòria el dia 28 de març, després d'algunes actuacions prèvies de caràcter íntim. L'1 juny va tenir lloc el primer concert públic després de l'inaugural; el 24 de juny el primer fora de la ciutat, a Vilassar de Mar; i el 16 d'agost el primer en una Festa Major de Badalona.
El 25 de febrer de 1923, amb el president Salvador Busquets, es va beneir a l'església de Santa Maria la Senyera de l'entitat, amb disseny de Joan Amigó i costejada per l'industrial Jaume Ribó i Sayol, en una jornada que va comptar amb l'assistència del president de la Mancomunitat Josep Puig I Cadafalch, el batlle de la ciutat, Joaquim Oliveras, el diputat provincial i industrial badaloní, Lluis Ysamat, i el mestre director de l'Orfeó Català, Lluis Millet, entre d'altres personalitats i representants d'entitats.
Els dies 13, 14 i 15 d'octubre va tenir lloc la primera visita organitzada per l'Orfeó Badaloní a Montserrat, un acte carregat de simbolisme que va comptar amb el desplaçament de més de cinc-centes persones.
L'any 1924, accedí a la presidència Jaume Ribó i Sayol, i va anar augmentant el reconeixement artístic de l'Orfeó i l'arrelment de diferents seccions amb un model ateneístic. El 24 de setembre però, les autoritats en el marc de la Dictadura de Primo de Rivera clausuraren l'entitat pel seu tarannà catalanista.
Poc més d'un centenar de socis sosteniren econòmicament el local durant sis anys quan la situació política va permetre la reobertura l'any 1930, dirigint de nou l'entitat Jaume Ribó. El mestre director va passar a ser Jaume Costa per malaltia greu d'Antoni Botey.

## Segona etapa (1930-1939)
El primer concert d'aquesta segona etapa va ser el dia 13 de juliol a l'Estadi de Montjuïc en una trobada d'orfeons catalans amb més de 5.400 cantaires i cinc cobles que comptà amb direcció de Lluís Millet, aplegant més de quaranta mil espectadors. La massa coral va reorganitzar-se amb més de dos cents cantaires i l'entitat amb gairebé 450 socis protectors. Al llarg dels anys trenta, les seccions es tornaren a activar adjuntant-se a la massa coral, l'Agrupació Excursionista, la secció de teatre d'aficionats, d'escacs, una de fotografia, la previsió d'una Caixa d'ajuts mutus; acollint el Foment de la Sardana amb el seu grup d'esbart; a més de la realització de conferències, l'Orfeó Badaloní participà de les commemoracions i jornades festives municipals. L'entitat esdevingué una ambaixadora cultural a diferents poblacions catalanes, i edità un butlletí intern que tanmateix no va aconseguir aparèixer amb regularitat.

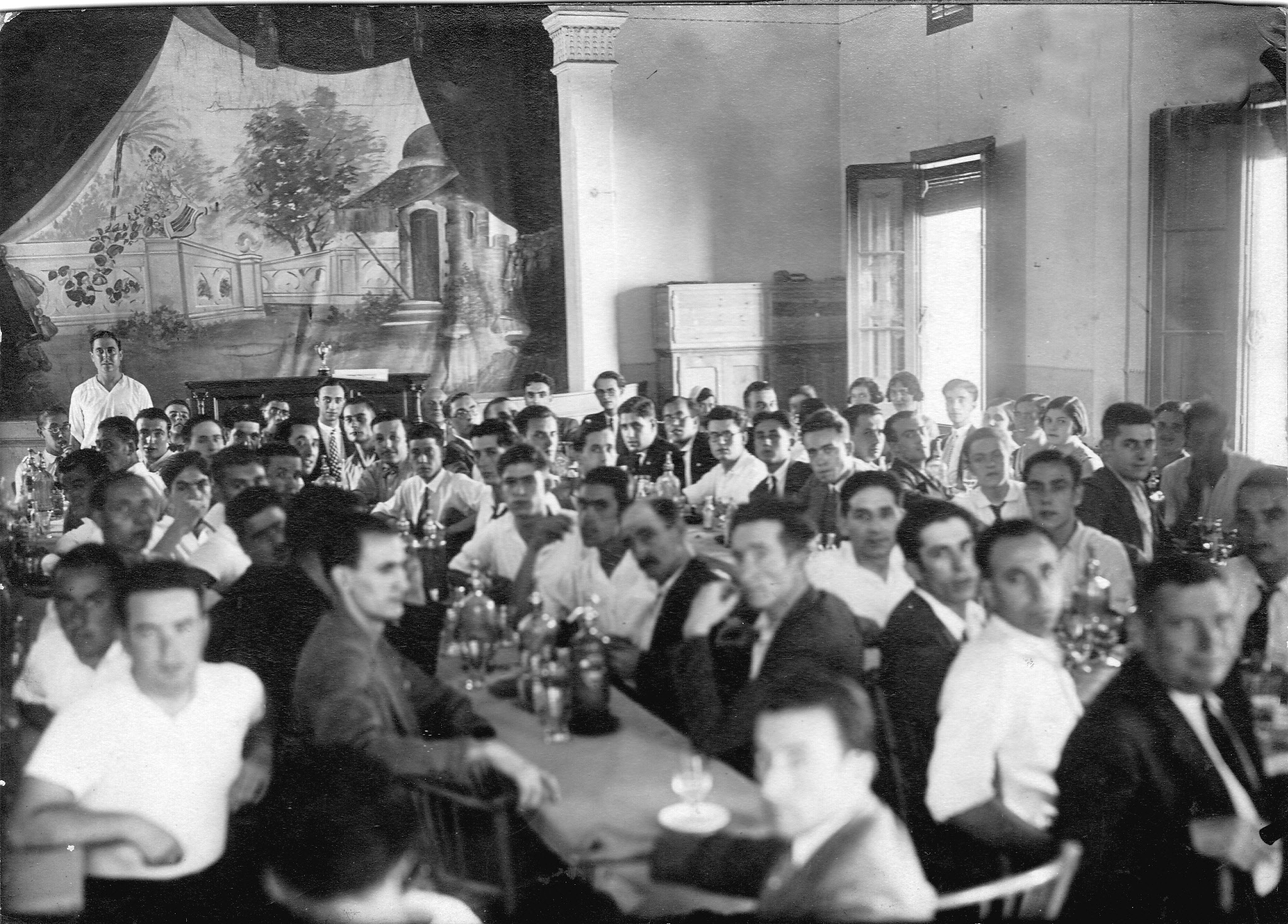
Sala de l'Orfeó Badaloní (antic local de Gent Nova)

L'octubre de 1934 va accedir a la presidència Josep Sió i Serra i en nomenà president honorari Jaume Ribó, mecenes de l'entitat. El mestre Francesc Solà s'encarregava de pujar un bon planter infantil. L'octubre de 1935, se celebrà una vetllada literària-musical que comptà amb Margarida Xirgu, Rivas Cherif i Federico García Lorca; i el mes de novembre un concert d'homenatge al mestre Enric Morera que hi assistí.
Aquesta etapa de l'Orfeó es va veure interrompuda per la Guerra Civil, mantenint una certa activitat molt condicionada al ritme del conflicte. Coneixem que Bartomeu Pujó era president el maig de 1937 i el mes de juliol va estrenar-se una nova Bandera de l'Orfeó; lamentant-se en aquest període la defunció per causes naturals dels mestres fundadors Salvador Valls, Jaume Costa i Antoni Botey. L'any 1939 amb el triomf del bàndol franquista i l'establiment d'una nova dictadura, el local de l'Orfeó va ser espoliat i tancat.

## Tercera etapa (1948-2022)
L'any 1947, una sèrie d'antics socis i cantaires de l'orfeó van ajuntar-se per procurar reobrir-lo amb l'impuls del mestre Francesc Solà i d'Enric Sabater que van esdevenir respectivament el director de la massa coral i el president de l'entitat l'any 1948. Es tornà a constituir l'‘Orfeó Badaloní' (entre cometes), i llogaren part de l'edifici del Cor de Marina on instal·lar-se. El 28 d'octubre la massa coral realitzà el primer concert de la seva tercera etapa al Círculo Artístico Español, l'Era, en el marc dels actes commemoratius del centenari de la construcció del ferrocarril.
L'Orfeó Badaloní va estar present en la vida cultural de la ciutat amb concerts quaresmals, amb els dedicats als socis protectors, en actes solidaris i benèfics en favor de l'Hospital de Badalona o el ‘Nadal del pobre', a la Festa Major a partir de 1949 i en festivitats litúrgiques i de les comunitats religioses. L'any 1950, Salvador Solà-Segalés va compondre el ‘Nostre Himne' i es van reprendre l'edició regular dels butlletins. A partir del tronc comú de la massa coral, s'activaren les seccions excursionista, teatral (amb una programació regular de representacions i la participació en el concurs municipal de teatre per aficionats) i d'escacs.
El 17 de febrer de 1951 es va fundar l'Esbart Sant Jordi de l'Orfeó Badaloní que va comptar amb la direcció de Josep ‘Pep' Ventura Llates, el delegat Gaspar Codina Nieto i l'impuls del mecenes Tomàs Barri, fent-se la presentació oficial el 28 d'octubre (durant anys va confeccionar part del vestuari Victòria Freixa, destacada cantant solista de l'entitat). Al juliol, l'Orfeó participà en l'Aplec d'Orfeons de Montserrat; i per part de les autoritats locals, el 19 agost l'orfeó va rebre un permís per interpretar ‘El cant de la Senyera' i ‘Sant Jordi triomfant'.
L'any 1952, l'Orfeó Badaloní va impulsar uns Jocs Florals a la ciutat. Després d'aquesta primera edició reformaren la convocatòria en un Certamen Literari a partir de 1954.
L'any 1953, l'Orfeó va actuar en les bodes d'or del C.F. Badalona i per l'Associació Antics Alumnes Maristes; la sortida social anual va ser a Puigcerdà i Bourg-Madame - La Guingueta d'Ix - sota administració departamental francesa.
Les activitats cíviques van continuar amb la participació en la campanya pro reconstrucció del campanar Santa Maria entre 1955-56; o un concert benèfic en favor de la restauració del Centre Excursionista de Badalona de l'ermita de Sant Onofre el 1957. En l'àmbit artístic sobresortí un concert amb el popular solista de l'Orfeó Català, Emili Vendrell; la presència a l'Aplec d'Orfeons a Montserrat, l'octubre de 1956; l'organització de les anomenades ‘Galas Artísticas', el 1957; l'actuació a les recent inaugurades Termes romanes del Museu Municipal de Badalona al desembre d'aquell mateix any. Un concert d'homenatge al barri de Sant Andreu dedicat al mestre Joan Pich Santasusana, el 1958; l'obertura del certamen literari més enllà dels socis amb dotació econòmica, l'any 1959. Un any més tard va tenir lloc el relleu del mestre director Francesc Solà que fou homenatjat, pel nou mestre director Emili Itarte. L'any 1961 va celebrar-se el 40 è aniversari de l'entitat amb un concert final amb la participació de cantaires de les tres etapes de l'Orfeó.
Un projecte renovador i de dinamització encapçalat pel nou president, Josep Gual i Lloberes, va estar vigent entre 1962 i 1965. Va ser molt celebrat el desplaçament de la massa coral dirigida per Emili Itarte i de l'Esbart Sant Jordi amb direcció de Josep Casals, juntament amb la Cobla la Principal de Badalona, a Ceret (Vallespir) el setembre de 1962. L'ambaixada cultural badalonina, desdibuixant fronteres polítiques, revertí el caràcter arcaic i residual, folklorista i localista que les autoritats franquistes reservaven a les restes autoritzades de la cultura catalana.
L'Esbart va reorganitzar-se amb Just Duran com nou director coreogràfic. L'Orfeó es distingí per organitzar tota mena d'actes i conferències culturals (Joan Triadú, Alexandre Cirici-Pellicer, Josep Espar...), entre elles un cicle de literatura catalana (Maria Aurèlia Capmany, Ricard Salvat, Josep Mª Espinàs, Manuel de Pedrolo...); va portar a la ciutat muntatges teatrals de l'Escola d'Art Dramàtic Adrià Gual dirigida per Ricard Salvat, d'autors com Salvador Espriu; va activar una secció de teatre experimental que va funcionar al costat del teatre de ‘sempre' dirigit per Francesc Clapés i després Joaquim Grífol (i les tradicionals representacions d'Els Pastorets o l'adveniment de l'infant Jesús).
Els poetes Josep Gual, Màrius Sampere i Joan Argenté, tots tres vinculats a l'entitat, aconseguiren tres premis de relleu en llengua catalana; el 1963 actuaren a l'entitat els Setze Jutges i va crear-se el Grup Estrop de l'Orfeó Badaloní, un dels pioners de la Nova Cançó; també s'activà una campanya per protegir el patrimoniu artístic de l'antic monestir de Sant Jeroni de la Murtra. L'Orfeó Badaloní participà de la trobada coral internacional a Vallvidrera, el setembre de 1964.
El març de 1965 accedí a la presidència Jaume Oriol i Guardiola; i entre d'altres canvis de la vida interna de l'entitat, el mestre director Emili Itarte va deixar pas al mestre Josep Mª Guillén. Sota la seva direcció i la sots-direcció d'Esther Martells, la massa coral va emprendre un camí ascendent en número de cantaires, formació i qualitat. L'any 1966 es realitzaren unes vetllades poètiques amb Francesc Vallverdú, Coloma Lleal i Joan Argenté.
L'any 1967, accedeix a la presidència Joaquim Grífol i Puig, home de teatre, autor, director i actor que havia comptat amb una companyia teatral pròpia; el Grup de Folk actua al local de l'entitat aquell any. L'Orfeó va ser una de les entitats badalonines que recolzaren l'homenatge a Pompeu Fabra al Teatre Zorrilla, el 1968.
Entre d'altres activitats de l'època, l'Orfeó cantà i enregistrà l'himne de La Penya; neix la secció juvenil teatre dirigida per Antolí Puig i després Josep Duatis; l'Orfeó participa de l'homenatge cívic i cultural d'un bon nombre d'entitats locals a Pompeu Fabra al teatre Zorrilla que havia estat badaloní d'adopció abans d'exiliar-se; s'estrenen les Veus Alegres, la coral infantil de l'Orfeó, el grup Nausica, coral intermèdia, i el grup coral Vora Mar; Josep Gual escriu l'himne del cinquantenari de l'entitat.
L'abril de 1971 va escollir-se Ramon Batalla com responsable i mestre de la secció de l'Esbart Sant Jordi (rellevant a Josep Casals que havia tornat temporalment després de Just Duran).
El 1972, amb la presidència de Joaquim Grífol i per cessió del mecenes Francesc Ribó, l'Orfeó aconsegueix un local propi al carrer Lleó núms. 19-21, i es realitza una multitudinària trobada de cant coral de les escoles de la ciutat.
El setembre de 1975, per iniciativa municipal, se celebrà al pavelló de la Plana, les Primeres Jornades Mundials de Cant i Dansa amb corals d'arreu del món, participant com amfitrió l'Orfeó Badaloní.

## De la Transició al període democràtic
El 1976 té lloc un homenatge al mestre Antoni Botey amb diferents corals convidades que comptà amb la presència i direcció conjunta del mestre Lluís Millet, director de l'Orfeó Català, i un acte popular de la Massa Coral i l'Esbart dirigit per Ramon Batalla, al barri de Sant Crist on tenia dedicat un carrer. L'Orfeó va col·laborar amb el Congrés de Cultura Catalana a Badalona; i estava de nou en funcionament la històrica secció d'escacs de l'entitat.
En la Massa Coral, el mestre director Guillén, deixà pas com directora a Esther Martells, fins al moment sotsdirectora, evolucionant cap a una època fructífera de major formació tècnica, intercanvis i desplaçaments artístics que donaran a conèixer l'Orfeó Badaloní arreu del país, de l'Estat i amb projecció internacional. L'Orfeó formava part del Secretariat d'Orfeons de Catalunya.
L'any 1978 accedeix a la presidència Josep Mª Raventós i Taxonera. L'Orfeó participa de la semiclandestina Taula de Cultura i continua formant-hi part en el període del retorn dels ajuntaments democràtics, creant-se un nou model de festes, com les Festes de Maig. En el marc de l'Orfeó trobem l'Anella sardanista Catalunya Jove dirigida per Ramon Amat; la Coral Vora Mar, l'Esbart Sant Jordi dirigit per Josep Mª Fuentes i l'Esbart Infantil amb direcció Lourdes Cartró i Albert Abellán; el Grup d'Esplai Bresc; i l'impuls en la creació de la Cobla Juvenil Marinada. L'elenc teatral de l'entitat es mostrava ben actiu amb el bagatge de directors com Francesc Clapés, Josep Mª Raventós, Josep Mª Pujol, Josep Duatis. Trobem entre les actuacions al local al músic i animador Xesco Boix.
El setembre de 1979 la Massa Coral i l'Esbart Sant Jordi de l'Orfeó Badaloní realitzaren una sortida artística i de germanor molt reeixida a Prada de Conflent (on es va homenatjar la figura de l'insigne Pompeu Fabra, badaloní d'adopció mort a l'exili) i al monestir de Sant Martí de Cuixart. L'obra 'El retaule del flautista' del grup de teatre de l'Orfeó es representa a diferents entitats locals i fins i tot fora de la ciutat.
Amb la directora Esther Martells la massa coral va actuar a Tolosa, al País Basc (1976); Prada de Conflent (1979); Conca (1981), Palma (1982) i Ejea de los Caballeros (1981). El 1983 s'inicià un intercanvi artístic i d'amistat que va continuar al llarg dels anys amb la coral Immergrün de Rockenberg (Alemanya).
La Massa Coral i l'Esbart Sant Jordi actuaven als diferents barris més enllà del centre històric, fent ciutat (crescuda per successives onades migratòries, la més important entre 1951 i 1975 sobretot de població provinent de zones del sud de l'Estat); i difusió de la cultura popular i tradicional catalana a parròquies i espais públics com Sant Roc, Sant Antoni de Llefià, Sistrells, Sant Crist i Bufalà.
Els 'Show' de Nadal, les tradicionals representacions d'Els Pastorets, els concerts en les diades tradicionals... protagonitzaven les activitats de l'entitat.
L'Orfeó formà part de la Federació Catalana d'Entitats Corals, el 1981.
El 1982 va organitzar-se l'Aplec de la Senyera per Sant Joan, Diada Nacional dels Països Catalans, que va comptar amb algunes edicions. Interinament a mitjans de 1982, Albert Abellan i Lourdes Cartró es van fer càrrec de l'Esbart fins concretar-se la col·laboració amb l'Esbart Albada del Círcol dirigit pel mestre Francesc Cebrián. Va néixer així l'Esbart Albada-Sant Jordi que va presentar-se al mes de maig de 1983. L'Orfeó va delegar en Joan Soler Amigó la representació en el III Congrés d'Ateneus de Catalunya en el qual es va fundar la Federació d'Ateneus de Catalunya.
L'any 1984, Joan Soler i Amigó accedí a la presidència de l'entitat. El butlletí intern passa a tenir nom propi de referències literàries i essència badalonina: Proa. El 1986 accedeix a la presidència Jaume Gispert i Sala. El 1988 és president Josep Duatis Altimira, vinculat estretament al teatre de l'Orfeó i de la ciutat, accedint a la direcció de la massa coral Jaume Arimont. L'aliança amb l'Esbart Albada es va desfer abans de 1989 i l'Esbart Sant Jordi va passar a ser dirigit per Pere i Carles Guerrero i Vicens Garriga. La massa coral i l'Esbart Sant Jordi viatjaren a Aizkoitia el 1990; la coral arribà al concert número 1.000 l'any següent, en el que Frederic Oller és nomenat mestre director. En aquest període es formalitza la secció del grup de jubilats i simpatitzants de l'Orfeó, organitzant sortides arreu del país.
El 1992, és el torn de la presidència de Manel Llansó i Prat, any en què la colla sardanista Dolç Record de l'Orfeó Badaloní (va integrar-s'hi l'any 1985), participa en la rebuda de la Flama Olímpica a Badalona i en la cerimònia d'inauguració dels Jocs Olímpics de Barcelona 92 a l'Estadi Olímpic. Dolç Record i l'Esbart Sant Jordi participaren en la rebuda de la Flama Paralímpica a Badalona.
El setembre de 1994 accedeix a la direcció de la massa coral Pilar Bravo; el 1995 s'escollí com directora de l'Esbart, Neus Pascual, i Carme Solé com a directora de la massa coral.
El local de l'Orfeó al carrer Lleó després d'una denúncia al jutjat dels hereus Ribó va ser desallotjat i aleshores l'entitat trobà un local de propietat al carrer Marina tot i que petit pel conjunt de les seves activitats. Els 75 è aniversari de l'entitat va celebrar-se amb un conjunt d'actes repartits entre 1996 i 1997 que van cloure's amb un concert amb exdirectors i excantaires de totes les èpoques; i un show final amb el grup de teatre, l'Esbart i exactors de l'entitat. El 1998 es va fer càrrec de la presidència Mª José Atienza Guerrero, i el 2003 va ser escollit Jaume Morral i Morralla.
El 2001 es celebren els 80 anys de l'Orfeó Badaloní i els 50 de l'Esbart Sant Jordi. En les Festes de Maig, el Cos de Dansa i els integrants del grup de la Moixiganga de Santa Maria recuperaren ‘Les Danses de Badalona'. El concert dels 80 anys de l'entitat, amb la direcció de la massa coral d'Esther Martells (que havia retornat al càrrec l'any 1999), comptà amb la presència del MHP Jordi Pujol i de les autoritats local.
L'any 2003 es documenta la direcció del grup de teatre de l'Orfeó per part de Paco García; i l'Esbart Sant Jordi estrena ‘Les Danses de Maig'. L'any 2004, la massa coral i l'esbart es desplaçaren conjuntament a Aizcoitia (la relació i els intercanvis d'amistat comptaven amb un bagatge de catorze anys).
El 2005 accedeix a la direcció de la massa coral Emili Fortea, que dirigeix l'Orfeó en el seu celebrat desplaçament a Extremadura el 2006. Fortea va deixar pas com director a Jordi Llobet el 2007, any que la massa coral actua a Eslovàquia; l'Esbart Sant Jordi compta amb la direcció de Neus Pascual, i entre les seves actuacions participa a Llívia en diferents edicions de la representació de la llegenda de Lampègia i Munussa; el grup de teatre Titània porta ‘‘Sueño' d'una nit d'estiu al Teatre Zorrilla.
L'obra ‘Això no és vida' del grup Titània assoleix cinc premis i deu mencions al Concurs de teatre amateur Rafael Anglada de Santa Coloma de Farners, el 2008. Aquell mateix any, la Coral Infantil acull l'edició anual del Juguem Cantant al Pavelló Olímpic.
L'any 2009 trobem Óscar Peñarroya en la direcció coral i, en l'àmbit de la junta directiva de l'entitat, per malaltia del president Jaume Morral, assumeix la presidència accidental Jaume Díaz, vicepresident i director de l'Esbart.
En l'any 2010 al no aconseguir-se en l'assemblea de socis una candidatura per una nova Junta, Josep Torrebadella i Torrent encapçala una comissió gestora. Al cap de 6 mesos accedeix a la presidència d'una junta que impulsa una nova activació de l'entitat. Albert López és el nou director del grup de teatre. La Massa Coral es divideix amb el nou Cor de Projectes dirigit per Òscar Peñarroya i el Cor Tradicional dirigit per Tomeu Quetgles per tal de diferenciar els projectes musicals i donar acollida a nous cantaires que buscàven estils corals de música més moderna. L'Orfeó s'adhereix al manifest impulsat per Òmnium Cultural: 'Som una nació. Nosaltres decidim'.
En el marc de la celebració dels actes dels noranta anys de la massa coral i els seixanta de l'Esbart l'any 2011, l'Orfeó va obrir un procés de renovació mitjançant un Pla Estratègic que havia estat elaborat de forma participativa. S'impulsà la renovació del projecte directiu i organitzatiu de l'entitat, modernitzant el model ateneístic de seccions i treballant per aconseguir les sinergies comunes amb d'altres entitats culturals de la ciutat. Ricard Abellan i Estañol va accedir a la presidència el 2014.
L'any 2016, després d'un important creixement d'activitats l'Orfeó amplia les seves instal·lacions amb l'Espai Tolrà al carrer Enric Borràs després d'arribar a un acord de lloguer amb el propietari, creant el Consell d'activitats que impulsa les vocalies de música, dansa i ball, arts escèniques i lleure, tot mantenint també el local del carrer Marina. L'any 2017 neix el Cor i Orquestra Baetulo, que actualment són el Cor i l'Orquestra pilot de l'ESMUC, i des de la Junta s'inicia una línia de col·laboracions amb entitats de la ciutat i obre la seva nova seu a les residències d'arts escèniques per donar suport a les noves companyies teatrals emergents. L'any 2018, el soci i expresident Joan Soler i Amigó, va rebre la Creu de Sant Jordi pels serveis prestats en la defensa de la identitat catalana, tant en el pla cívic com en el cultural. L'Orfeó va fer un salt endavant en la seva organització a partir d'arribar a diferents acords amb empreses consultores per externalitzar part de la seva gestió, i una major connexió amb la Federació d'Ateneus de Catalunya (FAC).

## Aturada per la pandèmia i celebració del Centenari
A l'entrar el 2020, l'entitat supera els 760 associats i gràcies als 50 voluntaris i 37 mestres de les 41 activitats generen més de 130 actes a la ciutat i fora d'ella arribant al punt associatiu mes àlgid de la seva història però malauradament també es veu afectada el mes de març de 2020 pel shock pandèmic de la C-19 que per tercera vegada a la seva vida l'obliga a fer el tancament de la seva activitat fins al setembre que comença amb la represa progressiva d'activitat per recuperar el seu pols. En l'àmbit del cant coral funcionen el Cor Infantil semicorxeres, el Cor Infantil corxeres, el Cor Infantil Allegro, el Cor Jove, la Capella de Música, el Cor Projectes i el Cor de l'Orfeó Badaloní. L'Ajuntament va fer una declaració institucional de sol·licitud sobre la base dels 100 anys de feina de l'Orfeó Badaloní per la cultura a la ciutat, sol·licitant a la Generalitat la Creu de Sant Jordi.
En els darrers anys, diferents projectes de l'Orfeó han estat reconeguts en els premis Ateneus de la FAC. Amb les mesures de seguretat adients, l'Orfeó, casa de cultura ciutadana, va bullir d'activitats de nou el 2021: des d'una àmplia i diversa oferta musical i artística, conferències i tallers a l'homenatge ciutadà a Josep Gual conjuntament amb Òmnium Cultural... La Comissió del Centenari va emprendre una àmplia llista d'actes per commemorar l'efemèride que ha estat vigent fins al 2022. Els objectius han estat consolidar les activitats de l'entitat, la seva presència a la ciutat i aconseguir ser un referent per tots els que han format part d'ella i una oportunitat per els que s'hi vulguin incorporar. Després de l'edició de tres volums amb la història de l'Orfeó: Cent anys i un dia de l'historiador Jordi Albaladejo; amb el mateix títol es realitzà l'espectacle multidisciplinar del grup A Vocal amb participació d'activitats de l'Orfeó, esdevenint l'acte central del Centenari al teatre l'Aliança del Poble Nou.